# Désiré Mérchez
Désiré Alfred Mérchez (Lilla, 16 agosto 1882 – Nizza, 8 luglio 1968) è stato un nuotatore e pallanuotista francese.

## Carriera
Partecipò alle gare di nuoto e di pallanuoto della II Olimpiade di Parigi del 1900 e vinse due medaglie di bronzo, una nei 200m stile libero per squadre con la "Pupilles de Neptune de Lille" (con un punteggio totale di 61) e una nella pallanuoto maschile, sempre con la stessa squadra, dopo aver perso 10-1 contro i britannici del Osborne Swimming Club, vincitori poi della medaglia d'oro.
Partecipò inoltre alla gara dei 200m ostacoli, arrivando ottavo in finale, nuotando in 3'08"4, e alla gara dei 1000m stile libero, arrivando quarto in semifinale, con un tempo di 18'17"2.

## Palmarès

### Nuoto
- Bronzo ai Giochi olimpici di Parigi 1900 nei 200m stile libero per squadre

### Pallanuoto
- Bronzo ai Giochi olimpici di Parigi 1900